# Port lotniczy Laas Caanood
Port lotniczy Laas Caanood (kod ICAO: HCMP) – lotnisko obsługujące miasto Laas Caanood w Khaatumo.